# Parkoszowice (województwo śląskie)
Parkoszowice – wieś w Polsce położona w województwie śląskim, w powiecie zawierciańskim, w gminie Włodowice. Powstała przy Szlacheckim Pałacu we wsi Włodowice. Obszar położony w bezpośrednim sąsiedztwie tegoż pałacu był nazywany parkiem pałacowym i stąd wzięła się nazwa tejże wsi Parkoszowice. Miejscowa ludność pracowała jako służba dworska na dworze we Włodowicach. Okolica tejże wsi jest bardzo malownicza i znajduje się na Szlaku Orlich Gniazd.

## Nazwa
Nazwę miejscowości w zlatynizowanej staropolskiej formie Parkoschowycze wymienia w latach 1470–1480 Jan Długosz w księdze Liber beneficiorum dioecesis Cracoviensis.

## Historia
Według Liber beneficiorum dioecesis Cracoviensis spisanych w latach 1440–1480 przez Jana Długosza wieś była wsią szlachecką, która w XV wieku należała do mieszczan krakowskich Salomonów herbu Łabędź. Łany kmiece we wsi dawały dziesięcinę biskupstwu krakowskiemu o wartości 4 grzywien. W wykazie poradlnego z 1490 roku wieś podana jest jako własność należąca do grodu we Włodowicach. 
W 1595 roku wieś położona w powiecie lelowskim województwa krakowskiego była własnością wojewody krakowskiego Mikołaja Firleja.
W XIX-wiecznym Słowniku geograficznym Królestwa Polskiego miejscowość wymieniona jest jako wieś i folwark w powiecie będzińskim w gminie i parafii Włodowice. Pod koniec XIX wieku było w niej 35 domów, w których mieszkało 319 mieszkańców w folwarku natomiast 2 domy i 10 mieszkańców. Pod względem powierzchni wieś miała 548 morg ziemi należącej do włościan, a folwark liczył 170 morg dworskich.
W latach 1975–1998 miejscowość położona była w województwie częstochowskim.